# ミッチ・ペイジ
ミッチ・ペイジ（Mitch Page）は、アメリカ合衆国ケンタッキー州出身の元プロレスラー。その経歴のほぼ全部を通してIWAミッドサウスのマットを舞台に活動した。

## 来歴
イアン・ロッテンからの訓練を経て、プロレスラーとしてのデビューを1998年に行い、さっそくIWAミッドサウスのマットを舞台に活動し始めた。2000年にはコンバット・ゾーン・レスリングのマットに参戦したうえで、マッドマン・ポンドを相手にホッチキスを用いたデスマッチを敢行。この年には自身初のタイトルとなったIWAミッドサウスのヘビー級王座を獲得し、その翌2001年にはこの王座を再び獲得するに至っている。

### KOTDM：参戦
2001年に至って、IWAミッドサウスの『デスマッチの祭典』―キング・オブ・ザ・デスマッチ(KOTDM)へと初参戦。 さっそくアクセル・ロッテンやコーポラル・ロビンソンを下して決勝にまで進出するも、その決勝戦で師のイアン・ロッテンに下され敗退。 続けて2002年にも参戦し、1回戦を勝ち進むも、2回戦目の観客持参凶器デスマッチでネクロ・ブッチャーに下され敗退。この年にはローリン・ハードと組んでIWAミッドサウスのタッグ王座を幾度も獲得。その翌2003年にも参戦を行い、1回戦を勝ち進むも、有刺鉄線と蛍光灯を用いた2回戦目の試合でニック・ゲージに敗れ去った。

### KOTDM：制覇
2004年度大会を欠場したのちに迎えた2005年度大会では、2回戦を勝ち抜くも、3回戦目で戦ったJCベイリー相手の観客持参凶器デスマッチで敗退。そして自身5回目の参戦となった2006年度大会にあって、有刺鉄線とタバスコと塩とレモンとを用いた1回戦を制し、続けて蛍光灯とヒルを用いた2回戦を制する。やがて有刺鉄線とロブスターを用いた3回戦目のデスマッチでJCベイリーを下し、久々の決勝進出へ。4名でのバトルロイヤルとなったその決勝戦において、対戦相手のトビー・クライン、ブレイン・ダメージ、ディスファンクションをことごとく破り、ついにこの大会の覇者の座へと君臨したのであった。

### KOTDM：終幕
かくして王者としての凱旋となったKOTDMの2007年―ちょうど10周年目であったこの年の大会にも参戦し、ローリン・ハードと組んだうえで、吹本賢児∽ディレンジド組とインサーン・レーン∽ダニー・ハボック組とのバトルロイヤルを戦うも、1回戦目であったこの試合をもって敗退。これを最後にプロレスラーを廃業した。